# Debra Jo Rupp
Debra Jo Rupp (Glendale, California; 24 de febrero de 1951) es una actriz estadounidense de cine y televisión, reconocida por su papel como Kitty Forman en la serie That '70s Show de Fox.

## Biografía
Rupp nació en Glendale (California) y creció en Boxford (Massachusetts), donde estudió en el Masconomet Regional High School, de donde se graduó en 1970.
Tiene dos hermanas.
Estudió en la Universidad de Rochester, donde se graduó en 1974.
Rupp divide su tiempo entre Los Ángeles (California) y Lee (Massachusetts).

## Carrera

### Años ochenta
En 1988, Rupp trabajó en su primera película de cine, como miss Patterson, la secretaria de Tom Hanks en Big.

### Años noventa
En 1990, Rupp volvió a la ciudad de Nueva York para actuar en la obra La gata sobre el tejado de zinc (en Broadway) con Kathleen Turner en el Eugene O'Neill Theatre.
En ella Rupp retrató a Mae (Sister Woman).
Durante los años noventa su trabajo en televisión incluyó papeles recurrentes como el de Ms. Higgins en la serie Aquí mando yo, protagonizada por Randy Quaid; o como la hermana Maria Incarnata en Phenom, con Judith Light, así como papeles de actriz invitada en Blossom, Cosas de casa, La Ley de Los Ángeles, y Urgencias. Rupp interpretó además un pequeño papel como paciente de un psiquiátrico en la película de 1992 La muerte os sienta tan bien y apareció en las películas para la televisión Hasta que la muerte nos separe (1992), con Meredith Baxter y Stephen Collins o Ambush in Waco: In the Line of Duty. No paró de trabajar en todo el año 1995: no sólo interpretó durante una temporada entera a Gayle, la cuñada de Jeff Foxworthy en El Show de Jeff Foxworthy, sino que la versátil actriz apareció en la miniserie de tres episodios de ciencia ficción Los invasores, con Scott Bakula, o interpretó a la excéntrica agente de reservas de Jerry Seinfeld Katie en un episodio de Seinfeld (papel que retomó en 1996). En teatro interpretó a Meg, personaje de la obra teatral Broken Bones, un oscuro drama sobre el abuso marital de Drew McVeeny y Scott Swan, como parte de un festival sobre obras de un solo acto en el Hollywood Met's Theater. Los siguientes papeles que interpretó fueron la esposa del coronel Hall (Dan Aykroyd) en Sargento Bilko y nuevamente, en el año siguiente, como la secretaria de dirección Barbara en la película independiente de culto Esperando la hora, con Lisa Kudrow, Parker Posey y Toni Collette.
Rupp apareció en muchos episodios de la sitcom Friends, representando a Alice Knight, una profesora de economía doméstica que se enamora y se casa con su alumno Frank Buffay Jr. (Giovanni Ribisi) —el hermano de Phoebe Buffay (Lisa Kudrow)—, que es mucho menor que la profesora.
En 1998, comenzó su papel más recordado de la televisión como Kitty Forman en la serie That '70s Show y también representó a Marilyn See, la esposa del astronauta Elliott See, en la miniserie de televisión ganadora del Premio Emmy, De la Tierra a la Luna.

### Años 2000
Prestó su característica voz al personaje de Mrs. Helperman en la serie de dibujos animados de Disney Teacher's Pet en el año 2000 y en la versión fílmica de 2004. Interpretó a una monologuista cómica con un secreto en el muy aclamado cortometraje independiente The Act, dirigido por Susan Kraker y Pi Ware, recibiendo elogios por su interpretación. El cortometraje estuvo en la sección oficial del Sundance Film Festival y ganó diversos premios en festivales de cine de todo el mundo. También en 2004 Rupp interpretó a la agobiante madre de Brad Hunt en Lucky 13, un largometraje protagonizado por Lauren Graham. Volvió a la serie Todos mis hijos para intervenir en un episodio en diciembre de 2005, en que interpretó a una mujer sin techo llamada Victoria. Rupp ha vuelto con frecuencia a Massachusetts y a Nueva York para participar en producciones teatrales regionales y del Off-Broadway. En 2004 interpretó a Dottie Olley en la obra de Michael Frayn Noises Off en el Cape Playhouse de Dennis (Massachusetts); y en 2006 volvió a subirse al escenario como una alocada madre en la obra francesa de Jean Anouilh La invitation au château (Ring Round The Moon en la versión inglesa).Los habituales de los teatros de Nueva York fueron testigos del retorno al Off-Broadway de Rupp en junio de 2007, como Valerie en la producción de Marisa Wegrzyn para el Second Stage Theatre The Butcher of Baraboo, dirigida por Judith Ivey. A pesar de que la obra y la dirección recibieron críticas tibias, la interpretación de Rupp se ganó algunas alabazans, mayormente debido a que elevó el nivel del material. Dos meses después, en agosto, participó en el Berkshire Theatre Festival en Stockbridge (Massachusetts) interpretando a Ida Bolton en la obra revival de la obra de Paul Osborn de 1930 Morning's at Seven. La producción recibió mayoritariamente críticas positivas.
Aquellos maravillosos 70 terminó en 2006. Rupp pronto apareció en un papel serio como la esposa del director de una empresa farmacéutica asesinado, en la serie policíaca Law & Order: Special Victims Unit. En el episodio «Infiltrated», el personaje de Rupp intenta desesperadamente ocultar el pasado de su esposo como abusador sexual.
A principios de 2007 Rupp aparece como Sylvia Schumacher, la madre de Jamie Kennedy, en la película Kickin It Old Skool.
En 2008, Rupp apareció como la dueña de un restaurante que ayuda a dos hombres desamparados en la comedia Jackson, escrita y dirigida por J. F. Lawton.
Ese mismo año, Rupp volvió a la televisión como la protagonista de As The World Turns.
En 2008 actuó como Olympia en la obra A Flea in Her Ear (de Georges Feydeau), en el Festival Williamstown Theatre en la ciudad de Williamstown (Massachusetts), y como miss Maudie en Matar un ruiseñor en la compañía de teatro Barrington Stage Company, en Pittsfield (Massachusetts).
En el 2017 actuó en la famosa serie de Netflix "El Rancho", junto con sus antiguos compañeros de set, Ashton Kutcher, Kurtwood Smith y Danny Mastersoon, interpreta a la mamá de Abigail Phillips (Elisha Cuthbert) quien es novia y futura esposa de Colt (Ashton Kutcher). 
En 2021 interpretó a la señora Hart (Davis fuera del Hex), esposa del señor Hart (Fred Melamed) en WandaVision, serie del UCM que se encuentra por la plataforma de Streaming Disney +, protagonizada por Elizabeth Olsen (''Wanda Maximoff' / Bruja Escarlata) y Paul Bettany (Visión). En 2024 retomó su papel, ahora en un rol mas protagónico en la serie Agatha All Along protagonizada por 'Kathryn Hahn (Agatha) y Joe Locke (Adolescente)

## Filmografía

### Cine
- Big (1988) - Miss Patterson
- Robots (1988) - R. Lane
- Death Becomes Her (1992) - Psychiatric Patient
- Sargento Bilko (1996) - Sra. Hall
- Clockwatchers (1997) - Barbara
- Senseless (1998) - Fertility
- The Act (2004) - Rosy Marconi
- Teacher's Pet (2004) - Ms. Mary Lou Moira / Angela Darling Helperman (voz)
- Garfield (2004) - Mamá Rata (Voz)
- Lucky 13 (2005) - Sra. Baker
- Spymate (2006) - Edith
- Air Buddies (2006) - Belinda (voz)
- Kickin' It Old Skool (2007) - Sylvia Schumacher
- Jackson (2008) - Nice Lady
- The Fields (2010)
- She's Out of My League (2010) - Sra. Kettner
- Spooky Buddies (2011) - Zelda (voz)
- She Wants Me (2012) - Ruth Baum
- Congratulations (2012) - Nancy Riley
- Super Buddies (2013) - Cow (voz)
- The Opposite of Sex (2014) - Tracy

### Televisión
- Spenser for Hire (1987)
- Kate & Allie (1987)
- The Days and Nights of Molly Dodd (1988)
- Newhart (1989)
- Mothers, Daughters and Lovers (1989) - Lottie
- Davis Rules (1991) - Sra. Higgins
- Empty Nest (1991-94) - Danielle / Dr. Simmons / Claire
- Civil Wars (1991) - Florence Herrigan
- Blossom (1992) - Lucy Robinson
- A Woman Scorned: The Betty Broderick Story  (1992) - Alice
- In The Line of Duty: Ambush in Waco (1993)
- Evening Shade (1993)
- Family Matters (1993) - Miss Connors
- Phenom (1993-94) - Sister Mary Incarnata
- L.A. Law (1993) - Gretchen Tomba
- The Adventures of Brisco County Jr. (1991-94)
- Hearts Afire (1994)
- Diagnosis Murder (1994)
- ER (1995) - Sra. Dibble
- If Not For You (1995) - Eileen
- The Office (1995) - Beth Avery
- The Jeff Foxworthy Show (1995-96) - Gayle
- Seinfeld (1995-96) - Katie
- Caroline in the City (1996) - Melody
- 7th Heaven (1997) - June McKinley
- Touched By an Angel (1997)
- Over the Top (1997) - Rose
- Friends (1997-98) - Alice Knight-Buffay
- To Have and To Hold (1998)
- From the Earth to the Moon (1998) - Marilyn See
- That '70s Show (1998-06) - Kitty Forman
- Teacher's Pet (2000-02) - Ms. Mary Lou Moira / Angela Darling Helperman (voz)
- The Hughleys (2001)
- The Tracy Morgan Show (2004) - Ms. Laneworthy
- Robot Chicken (2005) - Kitty Forman (voz)
- Law & Order: Special Victims Unit (2006) - Debra Hartnell
- As the World Turns (2008) - Edna Winklemeyer
- Better with You (2010-11) - Vicky Putney
- Hart Of Dixie (2013) - Besty Maynard
- He's with me (2015) - Alice Adams
- Pearl (2016) - DeeDee
- Elementary (2017) - Sherriff Malik
- NCIS: Los Ángeles (2017) - Ginger
- The Ranch (2017-20) - Janice Philips
- This Is Us (2017-18) - Linda
- WandaVision (2021) - Sharon Davis / Sra. Hart
- That '90s Show (2023) - Kitty Forman
- Agatha All Along (2024) - Sharon Davis